# Эффект Бифельда — Брауна
Эффект Бифельда — Брауна — электрическое явление возникновения ионного ветра, который передаёт свой импульс окружающим нейтральным частицам. Впервые был открыт Паулем Альфредом Бифельдом (Германия) и Томасом Таусендом Брауном (США). Явление также известно под названием электрогидродинамики по аналогии с магнитогидродинамикой. 

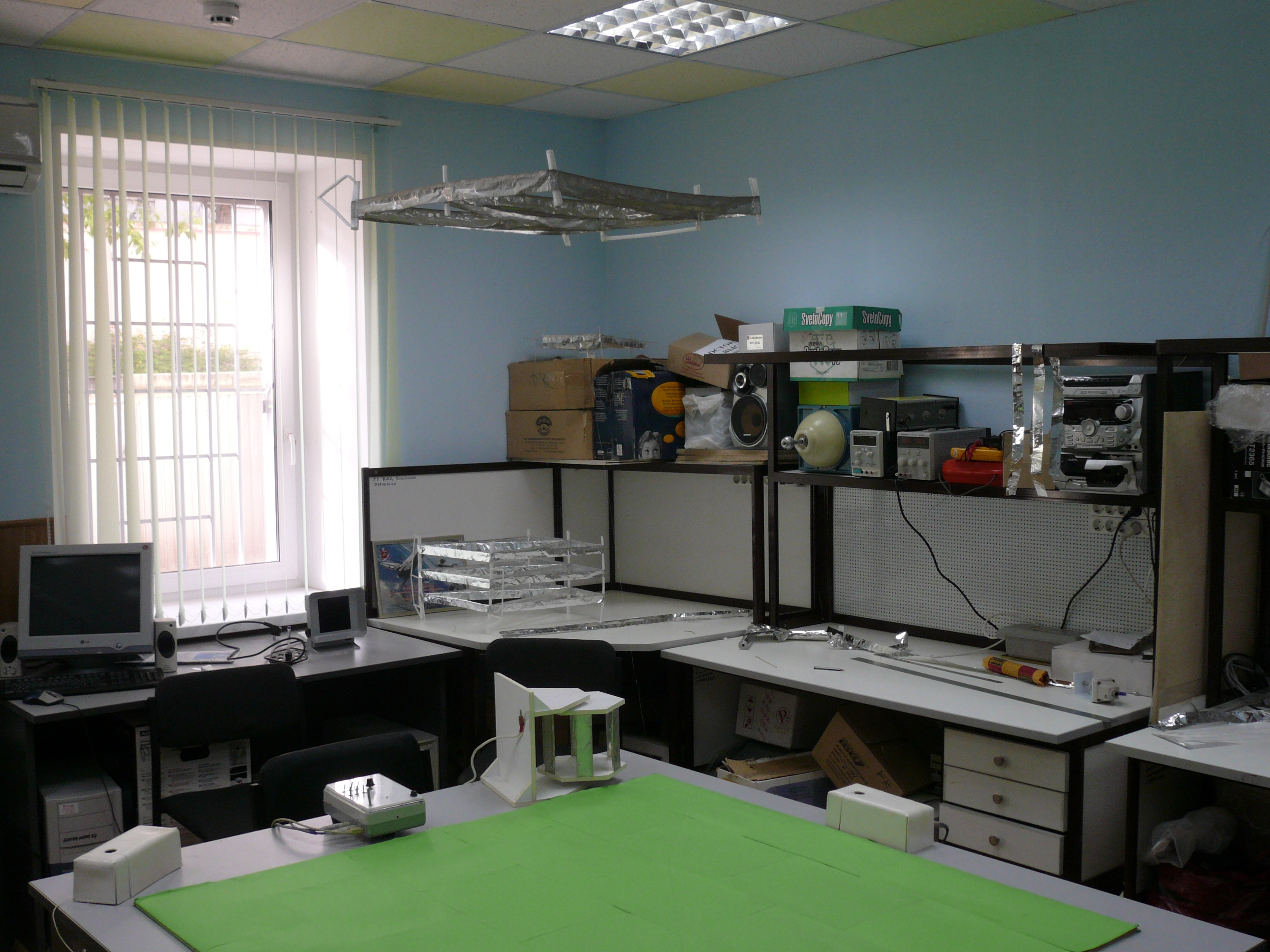
Демонстрация эффекта Бифельда — Брауна

## Открытие
Физиком Таунсендом Брауном в 1921 году было сделано открытие, что система из тонкого или острого и широкого плоского электродов (он использовал рентгеновскую трубку) под действием высокого напряжения пытается сдвинуться в направлении тонкого электрода.

## Описание эффекта
Явление основано на коронном разряде в сильных электрических полях, что приводит к ионизации атомов воздуха вблизи острых и резких граней. Обычно используется пара из двух электродов, один из которых тонкий или острый, вблизи которого напряжённость электрического поля максимальна и может достигать значений, вызывающих ионизацию воздуха, и более широкий с плавными гранями (в т. н. ионолётах обычно применяется тонкая проволока и металлическая фольга, соответственно). Явление происходит при напряжении между электродами в десятки киловольт, вплоть до мегавольт. Наибольшая эффективность явления достигается при напряжениях порядка 1 кВ на 1 мм воздушного зазора между электродами, то есть при напряжённостях электрического поля чуть ниже, чем начало электрического пробоя воздушного зазора. Если между электродами возникает пробой, обычно в виде шнурового разряда, эффект пропадает (так как разряд сам превращает газ в ионы и напряжение на электродах равно падению напряжения на разряде). Вблизи тонкого электрода возникает ионизация атомов воздуха (кислорода в случае отрицательного напряжения на этом контакте, азота в случае положительного). Полученные ионы начинают двигаться к широкому электроду, сталкиваясь с молекулами окружающего воздуха и отдавая им часть своей кинетической энергии, либо превращая молекулы в ионы (ударная ионизация), либо передавая им ускорение. Создаётся поток воздуха от тонкого электрода к широкому, которого оказывается достаточно, чтобы поднять в воздух лёгкую летающую модель, которую называют ионолётом, что нередко используется для эффектных научных представлений. Возникающая сила тяги
{\displaystyle F={\frac {Id}{k}}} (Ньютон),
где I — ток между электродами в  амперах, d — ширина диэлектрического зазора в  метрах и k — подвижность ионов данного типа в данной среде (порядка 2·10{\displaystyle ^{-4}({\frac {m^{2}}{Vsec}})} в воздухе при нормальных условиях).
В вакууме эффект не возникает.

## Применение
Эффект Бифельда—Брауна применяется в люстре Чижевского и похожих на неё конструкциях.
Также часто это явление и основанные на нём летающие модели используются различными теориями альтернативной науки (электрогравитация, фантастические технологии НЛО, тайные разработки правительств разных стран и т. п.). Получаемые в ходе экспериментов значения подъёмной силы или силы тяги ионного двигателя неплохо согласуются с теоретическими значениями, полученными для описанной выше физической модели.
Для проверки теории проводились эксперименты в условиях низких давлений и в вакууме: при отсутствии газовой среды эффект исчезает, при низких давлениях он наблюдается при напряжениях ниже начала электрического пробоя газа. В 2005 году на выставке НТТМ-2005 был представлен «летательный аппарат на эффекте Бифельда-Брауна» представляющий собой небольшую летающую модель.
Коллектив научно-популярной телепередачи «Разрушители легенд» также производили проверку: в вакууме ионолёт не работает.

## Патенты

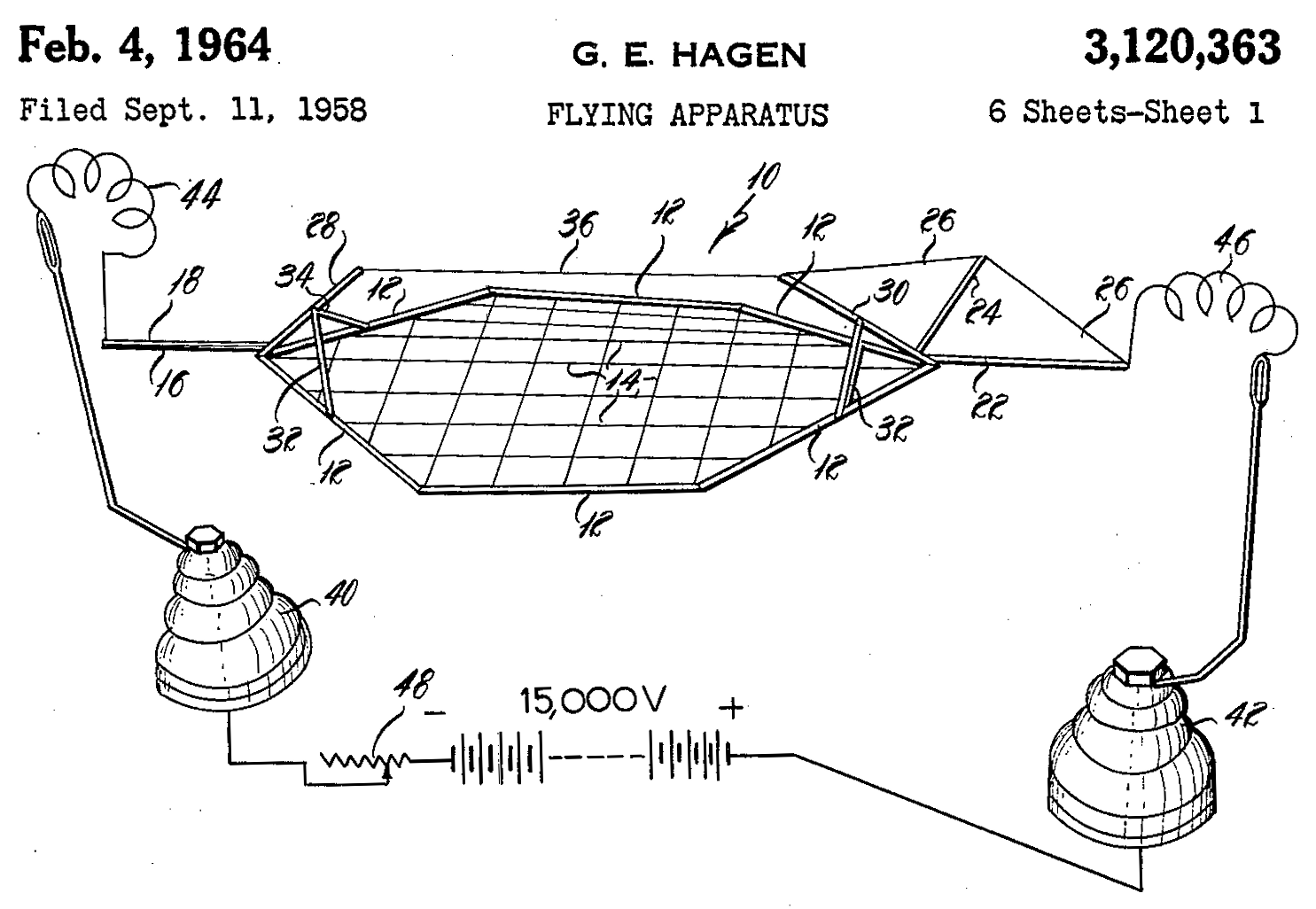
— Летающий аппарат

Патенты, выданные на имя Брауна:
- GB300311 — Способ, аппарат или машина для производства силы или движения
- U.S. Patent 1 974 483 — Электростатический мотор (1934-09-25)
- U.S. Patent 2 949 550 — Электрокинетический аппарат (1960-08-16)
- U.S. Patent 3 018 394 — Электрокинетический аппарат (1962-01-23)
- U.S. Patent 3 022 430 — Электрокинетический генератор (1962-02-20)
- U.S. Patent 3 187 206 — Электрокинетический аппарат (1965-06-01)
- U.S. Patent 3 196 296 — Электрический генератор (1965-07-20)